# NGC 5922
NGC 5922 је двојна звезда у сазвежђу Волар која се налази на NGC листи објеката дубоког неба.
Деклинација објекта је + 41° 40' 23" а ректасцензија 15h 21m 9,1s. Привидна величина (магнитуда) објекта NGC 5922 износи 10,7.